# Ronco Briantino
Ronco Briantino (Rùnch o Ronch in dialetto brianzolo, e semplicemente Ronco fino al 1863) è un comune italiano di 3 705 abitanti della provincia di Monza e della Brianza in Lombardia.

## Geografia fisica
Ronco Briantino si trova in Brianza, al confine tra il territorio del Vimercatese e quello del Meratese, tra l'alta pianura padana e le propaggini delle colline briantee afferenti al Parco regionale di Montevecchia e della Valle del Curone.
Si tratta del Comune più a Nord della Brianza monzese orientale e confina con Bernareggio, Carnate (MB) e con i comuni di Merate, Osnago, Robbiate e Verderio (LC).

## Storia

### Simboli
Lo stemma comunale è stato concesso con regio decreto del 24 agosto 1928.
Gli elementi rappresentati nello scudo sono ripresi dai blasoni di due antiche famiglie milanesi legate alla storia del Comune: il castello della famiglia dei Capitani di Vimercate, che era stata una delle prime, più antiche famiglie feudatarie di quella terra; e la pianta della famiglia dei marchesi Busca, che possedeva vaste proprietà nel territorio comunale.
Il gonfalone, concesso con D.P.R. del 4 maggio 1977, è un drappo di bianco.

## Note

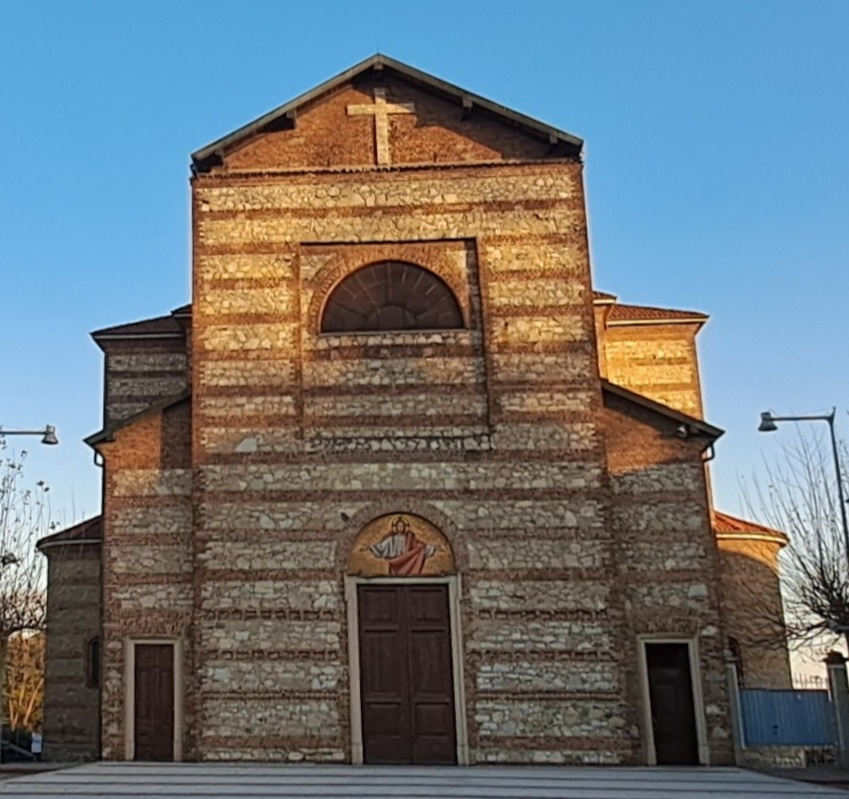
Chiesa di S. Ambrogio ad Nemus

## Società

### Evoluzione demografica
- 343 nel 1751
- 426 nel 1771
- 453 nel 1805
- annessione a Bernareggio nel 1811
- 712 nel 1853
- 747 nel 1861
- annessione a Bernareggio nel 1869

Abitanti censiti

## Amministrazione
| Periodo | Periodo   | Primo cittadino            | Partito                         | Carica  | Note |
| ------- | --------- | -------------------------- | ------------------------------- | ------- | ---- |
| 1985    | 1990      | Luigi Cantù                | Democrazia Cristiana            | Sindaco |      |
| 1990    | 1995      | Enrico Domenico Ronchi     | Democrazia Cristiana            | Sindaco |      |
| 1995    | 1999      | Enrico Domenico Ronchi     | lista civica                    | Sindaco |      |
| 1999    | 2004      | Enrico Domenico Ronchi     | lista civica                    | Sindaco |      |
| 2004    | 2009      | Francesco Antonio Colombo  | lista civica di centro-sinistra | Sindaco |      |
| 2009    | 2014      | Francesco Antonio Colombo  | lista civica di centro-sinistra | Sindaco |      |
| 2014    | 2024      | Kristiina Maria Loukiainen | lista civica di centro-sinistra | Sindaco |      |
| 2024    | in carica | Francesco Colombo          | lista civica di centro-sinistra | Sindaco |      |